# Jannes van der Wal
Jannes van der Wal (Driesum, 12 november 1956 – Groningen, 24 september 1996) was een Nederlandse dammer. Hij werd wereldkampioen, viermaal Nederlands kampioen, viermaal sneldamkampioen en eenmaal jeugdkampioen dammen. Hij was in het bezit van de titels Internationaal Grootmeester en Nationaal Grootmeester.

## Jeugd en opleiding
Van der Wal werd geboren in Driesum (Friesland). Na de middelbare school begon hij met een studie wiskunde aan de Rijksuniversiteit Groningen. Hij stopte hier echter mee om zich volledig op het dammen te kunnen richten.

## Gronings kampioen
Hij was Gronings kampioen in 1979, 1982 en 1983.

## Nederlands kampioenschap
Van der Wal was viermaal individueel Nederlands kampioen, in 1981, 1984, 1985 en 1987 en viermaal individueel Nederlands sneldamkampioen, in 1978 te Utrecht, in 1980 te Amersfoort, in 1981 en in 1983 beide te Soest. Hij werd Nederlands kampioen teamwedstrijden in 1976 met Damclub Groningen en in 1982 met Damclub Fivelgo.

## Wereldkampioenschap

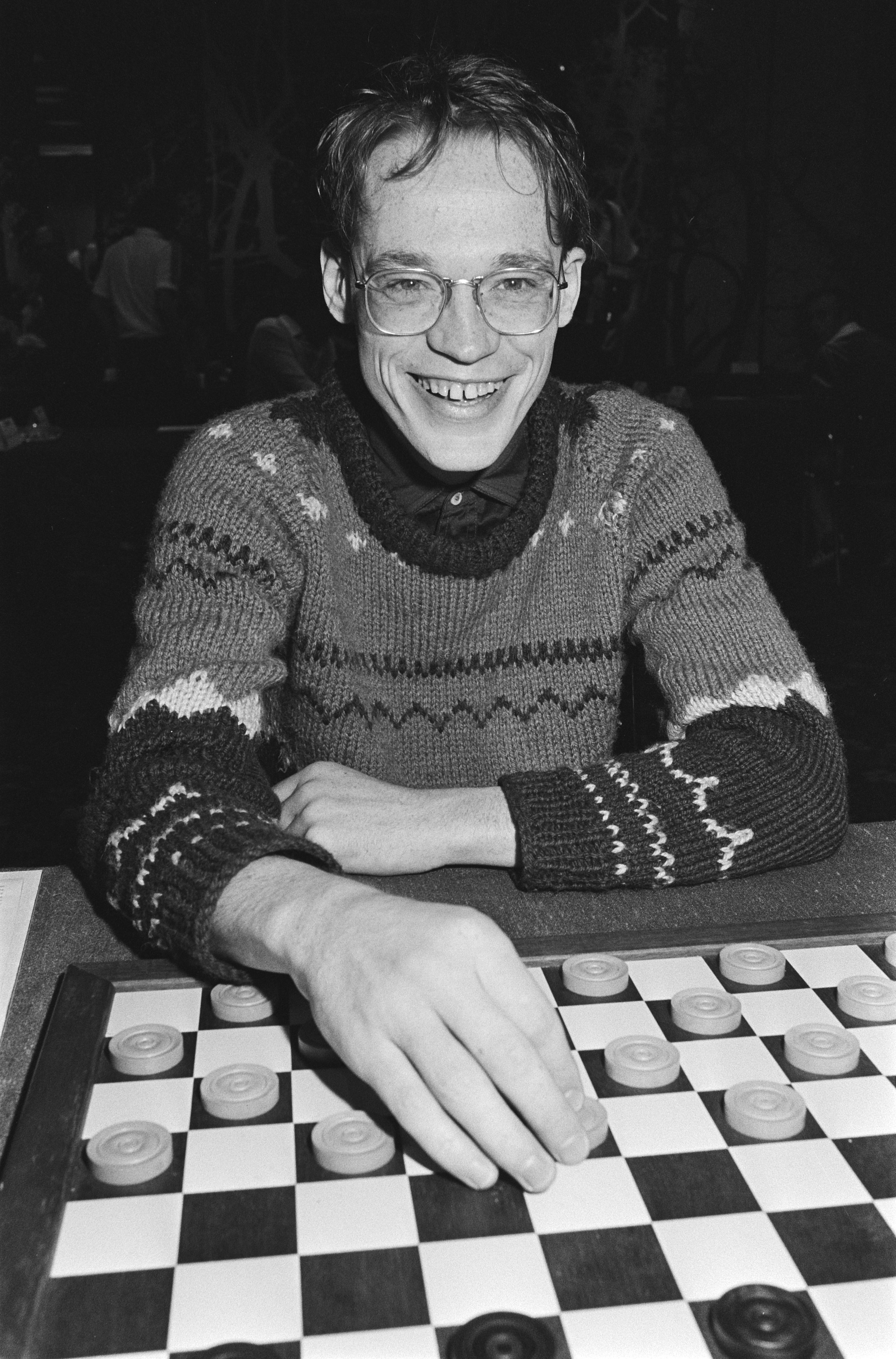
Van der Wal (1983)

Op 3 december 1982 werd hij wereldkampioen in São Paulo (Brazilië) in een toernooi waar door visumproblemen geen Sovjets aan deelnamen. Hij verloor de wereldtitel in juli 1983 in een dubbelrondige achtkamp (met de Sovjet-deelnemers Alexander Baljakin, Anatoli Gantvarg en Vadim Virny) aan Harm Wiersma. Later dat jaar verloor hij een tweekamp om de wereldtitel van Wiersma met 19 - 21 (een overwinning van Wiersma en 19 remises).
Van der Wal was ook wereldrecordhouder simultaandammen tot 3 september 2006 met 225 partijen (waarvan hij 93% won).

## Overige

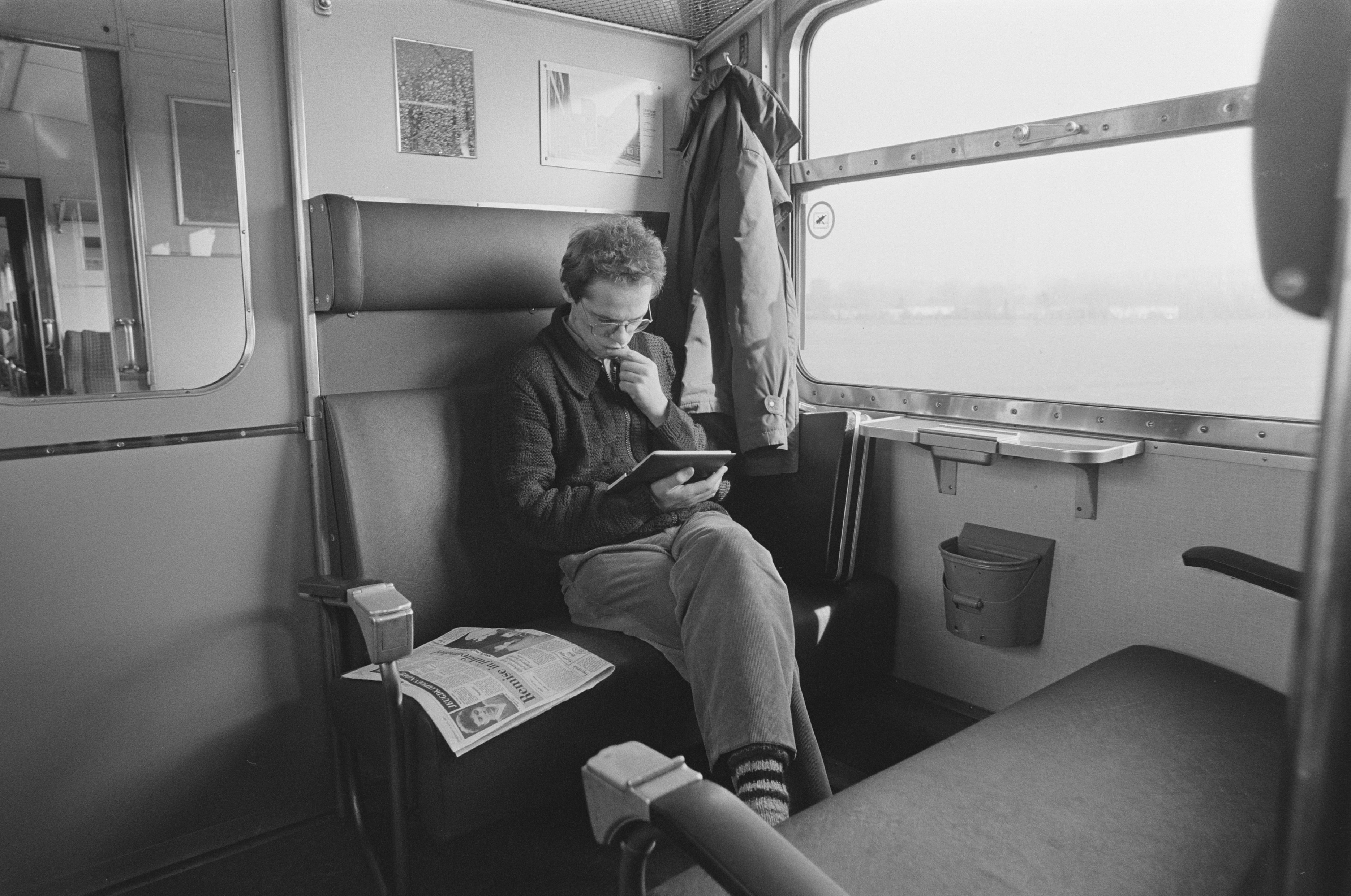
Van der Wal bereidt zich in de trein voor op het NK dammen 1987.

Naast zijn damprestaties was Jannes van der Wal bij het grote publiek vooral bekend van zijn televisieoptredens en soms excentrieke optreden, zowel achter het dambord als in het dagelijks leven. Zo miste hij ooit een ronde van het NK dammen in Utrecht doordat hij in de trein in slaap was gevallen en (naar eigen zeggen) enkele keren tussen Groningen en Zwolle heen en weer was gereden. De Gelderse dambond besloot hem in 1988 te boycotten nadat hij in die provincie tweemaal verstek had laten gaan bij toernooien waar hij de hoofdgast was.
Beroemd is ook zijn optreden in Mies, een show van Mies Bouwman (AVRO, 1982). Van der Wal was wereldkampioen dammen geworden en kwam als beroemdheid terug in Nederland. Van der Wal, die zelf geen radio of televisie bezat, had zich de impact van de titel en het televisieinterview niet gerealiseerd. Van der Wal kwam niet uit zijn woorden en viel bij een aantal vragen, waaronder hoe oud hij was, stil. Het interview verliep zeer moeizaam en was de dag erna het gesprek van de dag. Twee maanden na de uitzending liet Van der Wal zich enkele weken opnemen in een psychiatrische kliniek. Bouwman heeft later aangegeven dat ze het fragment nooit meer terug wenste te zien. Later zou hij in tientallen televisieprogramma's optreden. Ook nam hij een carnavalsplaat op met de titel Janus houd toch je kanus. Van der Wal was uitgesproken muzikaal, zijn kamer in een Gronings studentenhuis werd gedomineerd door zijn piano. Een bekend citaat van Van der Wal is: “Een dammer praat niet veel. Als hij naar de bakker gaat zegt hij bijvoorbeeld: "Eén brood".” Een ander citaat luidt: “Een mens wordt geboren, en een mens gaat dood. Daartussen bestaat er de mogelijkheid om te dammen.”
De Groningse pretpunkband Boegies nam in 1988 het Jannes van der Wal Lied op. Bij het tienjarig bestaan van de band in 1990 heeft Jannes van der Wal met hen opgetreden in de Oosterpoort.
Later ging hij zich richten op bridge en schaken, waarin hij een zeer respectabel niveau haalde en bijna net zo goed werd als zijn schaakleraar en kortstondige bridgepartner Erik Hoeksema.

## Overlijden
In september 1996 werd bij Van der Wal leukemie vastgesteld. Al snel werd duidelijk dat de ziekte terminaal was en hij kreeg een levensverwachting van drie weken. Na de diagnose wilde Van der Wal het ziekenhuis verlaten en trok zich terug in zijn eigen huis in Groningen, waar hij werd verzorgd door zijn familie. Op zijn initiatief bezocht de toen al doodzieke Jannes van der Wal een competitiewedstrijd van zijn schaakclub in Enschede. Volgens een van zijn vrienden kostte dit hem zeker een week van zijn leven. Enkele dagen later presenteerde Van der Wal aan zijn vriend en damcollega Auke Scholma een plan om het damspel spannender te maken: het doordammen, waarbij het aantal remises ernstig werd teruggedrongen. Een dag nadat Van der Wal zijn plan ontvouwde, overleed hij op 39-jarige leeftijd, nog geen week nadat hij zijn diagnose kreeg.

## Postuum

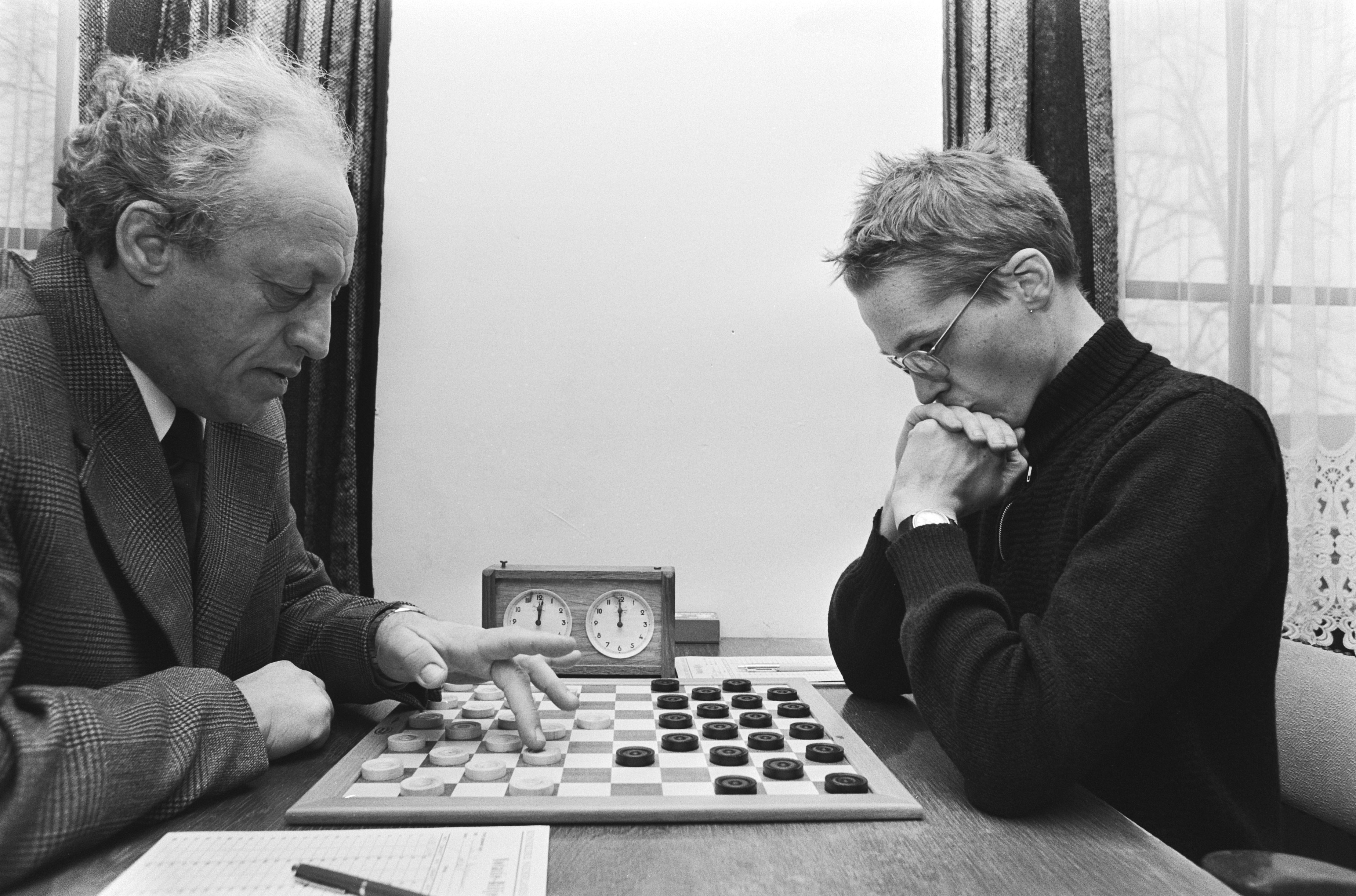
Van der Wal en Iser Koeperman (1979)

In 1997 maakte Rein Hazewinkel een documentaire over Van der Wal onder de titel Jannes. In 2017 zond Andere Tijden Sport een documentaire uit over Van der Wal, getiteld Jannes van der Wal: De onbegrepen dammer.
In 2016 maakte de Friese zanger Meindert Talma een lied over Van der Wal. De Schaakclub Groningen noemde haar clubgebouw naar Van der Wal: het Jannes van der Wal Denksportcentrum.

## Palmares
| - Wereldkampioen dammen - 1982 - Nederlands kampioen dammen - 1981, 1984, 1985, 1987 - Nederlands kampioen sneldammen - 1978, 1980, 1981, 1983 - Nederlands jeugdkampioen dammen - 1975 - 1980: 8e met 26 uit 21 - 1982: met 20 uit 13 - 1983: 8e met 7 uit 14 - 1984: 11e met 19 uit 19 - 1986: 5e met 23 uit 19 - 1990: 6e met 23 uit 19 | - 1977: 6e met 11 uit 11 - 1978: 8e met 10 uit 11 - 1979: met 17 uit 13 - 1980: met 14 uit 11 - 1981: met 17 uit 11 - 1982: met 16 uit 11 - 1983: 9e met 8 uit 11 - 1984: met 15 uit 11 - 1985: met 17 uit 11 - 1986: 4e met 12 uit 11 - 1987: met 15 uit 11 - 1988: 4e met 15 uit 13 - 1989: 8e met 12 uit 13 - 1990: met 16 uit 13 - 1991: 5e met 14 uit 13 - 1992: 14e met 8 uit 13 |